# Beretta M12
La Beretta M12  è una pistola mitragliatrice a munizionamento 9 × 19 mm Parabellum, progettata e fabbricata dalla Beretta, ideata nel 1959 e prodotta a partire dal 1961 fino al 2004.

## Storia
Venne progettata nel secondo dopoguerra, per sostituire il Moschetto Automatico Beretta. Negli anni '50 Domenico Salza, sempre della Beretta, mise a frutto le esperienze maturate sul MAB per mettere a punto una nuova arma che ne migliorasse le prestazioni. Fu così che nel 1959 nacque la M12 che venne adottata dalle forze armate italiane nel 1961.
Conobbe subito un buon successo d'esportazione nel centroamerica ed in alcuni paesi arabi; fu anche prodotto su licenza in Brasile ed Indonesia. Negli anni settanta e ottanta, furono apportate delle leggere modifiche sostituzione della sicura e modifica del selettore da singolo a raffica e sicura che furono sostituiti da bottoni passanti tipo traversino ad un unico selettore di fuoco - Sicura - Intermittenza - Raffica (versione PM12S) e successivamente con la realizzazione di una cremagliera alla manetta d'armamento, contro l'armamento accidentale (PM12S-2) tra cui spicca l'adozione del caricatore a 32 cartucce (la prima montava i caricatori del MAB da 20, 30 e 40 cartucce).
La PM12 venne anche usata da formazioni terroristiche degli anni settanta, che se le procuravano dai canali di traffico d'armi provenienti dai paesi dove l'arma era in dotazione alle forze dell'ordine. Le Brigate Rosse se ne servirono per il sequestro ed omicidio di Aldo Moro. Uno degli appartenenti al gruppo di fuoco, Raffaele Fiore, sparò tre colpi con quest'arma. L'arma è stata poi presa a modello per la realizzazione dell'Agram 2000.
Nel 2018 la Beretta ha presentato la PMX, la quale andrà a sostituire la M12 dopo oltre cinquant'anni di onorevole servizio. Ciononostante la M12 ancora diffusa in tutto il mondo per l'elevata affidabilità; in Italia è ancora l'arma di supporto di Guardia di Finanza e Polizia di Stato, mentre l'Arma dei Carabinieri, dopo averne fatto modificare una parte degli esemplari in dotazione per avere il solo tiro semiautomatico, evitando così la possibilità di sparare a raffica, ne ha iniziato la progressiva sostituzione, dal 2019, proprio con le PMX.

## Caratteristiche tecniche
I vantaggi del sistema a massa battente e percussore fisso erano già stati evidenziati dall'esperienza del MAB. Queste armi però avevano lo svantaggio di essere piuttosto ingombranti rispetto alla munizione che potevano sparare, cioè un calibro 9 da pistola, molto meno potente rispetto alle munizioni da fucile. In pratica il vantaggio di avere un'arma che sparava a raffica era parzialmente sminuito dall'ingombro, più vicino a quello di un fucile che di una pistola, e dalla scarsa prestazione della munizione, ulteriormente peggiorata dall'otturatore a chiusura labile.
La soluzione innovativa adottata da Salza, allo scopo di ridurre le dimensioni, fu di conservare invariata la massa dell'otturatore, spostandone in avanti la maggior parte, trasformandolo così in otturatore telescopico. Infatti il sistema a massa battente prevedeva un otturatore sufficientemente pesante per non arretrare in fase di sparo con eccessiva velocità, col rischio cioè di far fuoriuscire i gas di combustione prima che la pallottola fosse uscita dalla volata. L'otturatore telescopico, che avvolge quindi la canna, risolve il problema, poiché la massa rimane invariata, ma l'ingombro risulta ridotto, in quanto una parte di essa si trova davanti alla camera di scoppio e arretra insieme col resto dell'otturatore in fase di espulsione/ricarica.
L'otturatore ha degli scassi abbastanza grandi sopra e sotto per permettere il passaggio, quando arretrato, del bossolo sparato e della cartuccia proveniente dal caricatore. La caratteristica inconfondibile dell'oggetto, il castello cilindrico lungo fin quasi alla volata, è dovuta quindi alla necessita di alloggiarvi l'otturatore che è altrettanto lungo. Oltre a questo espediente, fu anche accorciata la canna di 10 cm.

## Modelli e varianti

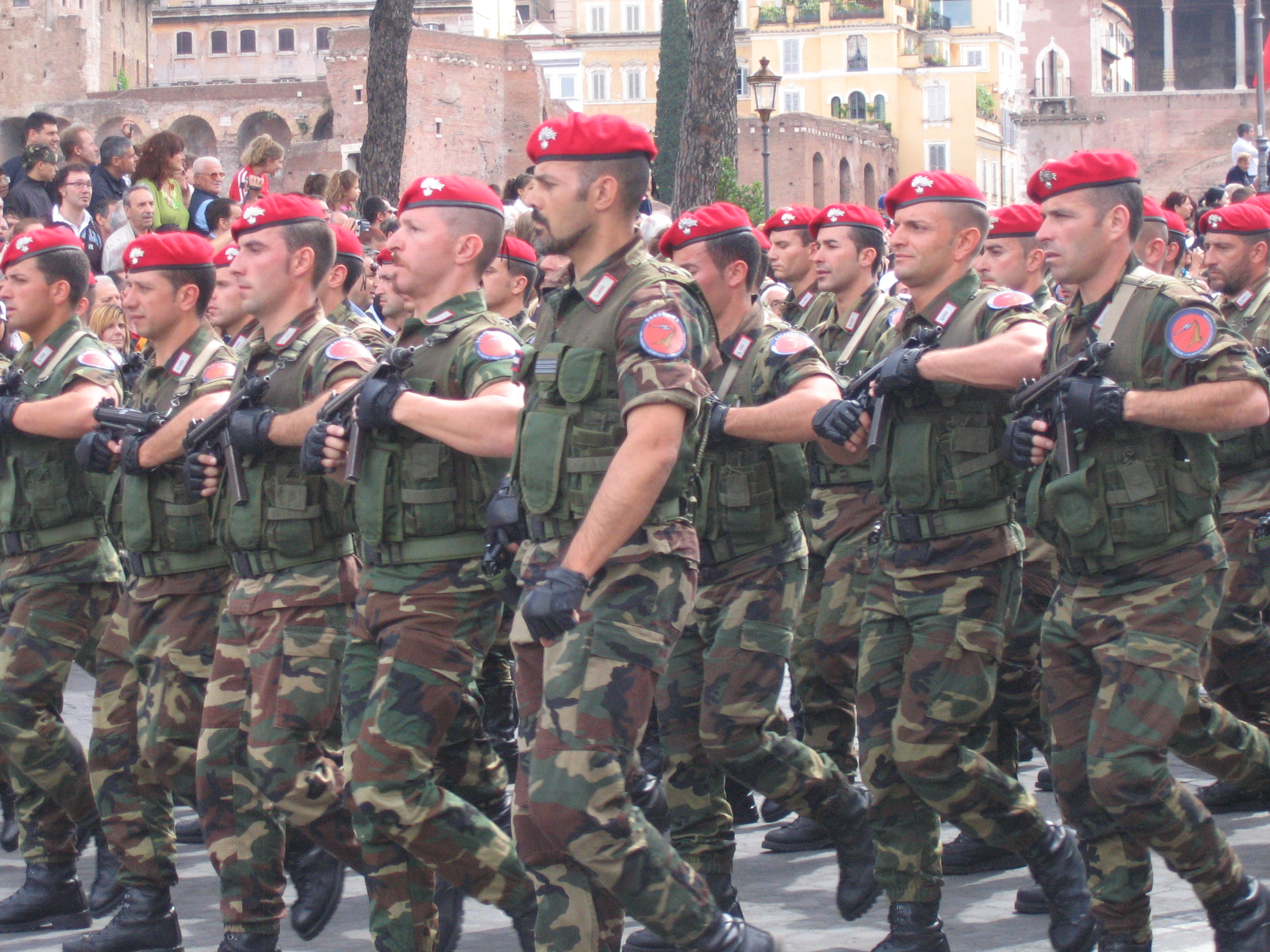
Squadrone Eliportato Carabinieri Cacciatori Sardegna, in sfilata con il PM12

### M972/MT-12
Il Brasile adottò la Beretta PM12 per sostituire le Thompson M1 cedute dagli Stati Uniti e in seguito la produsse anche su licenza con il nome di M972. Esiste anche un modello nazionale, con leggere modifiche, chiamato MT-12 - Metralhadora de mão.

### PM1/PM1A1
Anche l'Indonesia ottenne la licenza di produzione dell'arma, la cui versione prodotta dalla Pindad era conosciuta come PM1 e PMA1.

### M12S/M12SD
In Belgio fu prodotta su licenza dalla FN Herstal e commercializzata come M12S e M12SD.

## Impiego
- È utilizzata dalla Polizia di Stato, dalla Polizia Penitenziaria, dall'Arma dei Carabinieri, dalla Guardia di Finanza e da tutte le forze di polizia italiane, nonché da forze armate e corpi di polizia di vari Stati del mondo.
- Nei filmati immediatamente successivi all'assalto all'ambasciata americana a Saigon nel 1968 durante l'offensiva del Têt, si possono notare Beretta PM12 impiegati da personale statunitense.[6]
- La Libia fornì inoltre le PM12 all'IRA, che le impiegò in diversi attentati.

## Utilizzatori
- Algeria
- Arabia Saudita[5]
- Belgio prodotta su licenza Beretta dalla F.N. Herstal
- Bahrein[5]
- Brasile[5] prodotta su licenza Beretta dalla Taurus
- Cile
- Città del Vaticano
  - Corpo della Gendarmeria dello Stato della Città del Vaticano
- Costa Rica
- Egitto
- Francia
  - Police nationale, Gendarmerie nationale
- Gabon[5]
- Guatemala[5]
- Guyana[5]
- Indonesia[5] prodotta su licenza Beretta dalla PT Pindad
- Iran[5]
- Italia
  - Esercito Italiano[7]
  - Arma dei Carabinieri[8] e GIS[9]
  - Aeronautica Militare
  - Polizia di Stato[9]
  - Guardia di Finanza
  - Polizia Penitenziaria
  - Corpo forestale dello Stato
- Libia[5]
- Malta
- Nigeria[5]
- Portogallo
- Stati Uniti
  - squadre SWAT di diversi corpi di polizia
- Sudan
- Tunisia
- Perù
- Venezuela[5]

## Nell'arte
- In ambito cinematografico, la M12 compare nei film Jackie Brown (in versione PM12S)[10], Cassandra Crossing, Un borghese piccolo piccolo, The Mask, Double Team - Gioco di squadra e nel film I due carabinieri. È anche presente nelle serie TV Gomorra e Il Capo dei Capi. Anche in Falling Skies, nella serie tv Stargate-Sg1 (ep.16 st.10).              È inoltre nominato nel film a 6 episodi Esterno Notte, dove viene usato in una scena dai brigatisti.
- In ambito anime, la M12 compare in Hellsing (in versione PM12S).
- In ambito videoludico, la M12 compare nei videogiochi Mafia 3, Crossfire, Battlefield Hardline (in versione M12S), e Tom Clancy's Rainbow Six Siege.